# Kelly Marcel
Kelly Marcel est une scénariste, actrice et productrice de télévision britannique née le 10 janvier 1974 à Londres en Angleterre. Elle a notamment coécrit le film Dans l'ombre de Mary, écrit le film Cinquante Nuances de Grey et créé, produit et scénarisé la série télévisée Terra Nova.

## Filmographie

### Scénariste
- 2011 : Terra Nova : 13 épisodes
- 2013 : Dans l'ombre de Mary
- 2015 : Cinquante Nuances de Grey
- 2018 : Venom
- 2021 : Cruella (histoire uniquement)
- 2021 : Venom: Let There Be Carnage
- 2024 : Venom: The Last Dance

### Productrice
- 2011 : Terra Nova : 13 épisodes
- 2018 : Venom
- 2021 : Venom: Let There Be Carnage
- 2024 : Venom: The Last Dance

### Réalisatrice
- 2024 : Venom: The Last Dance

### Actrice
- 1977 : Le Zombie venu d'ailleurs : une enfant
- 1989 : Great Balls of Fire! : une adolescente
- 1989-2005 : The Bill : Bridget Dawson, Marie Spencer, Shelley McGuire, Selina Leston et une fille à la fête (5 épisodes)
- 1991 : Turbulence : Ruth
- 1992 : Casualty : Vicky Morris (1 épisode)
- 1993 : What You Lookin' At? : Elaine
- 1993 : Woof! : Miranda (1 épisode)
- 1994 : Véra va mourir : Vera jeune (2 épisodes)
- 1994 : Love Hurts : Louise (1 épisode)
- 1994 : Justice impitoyable : Melissa Stride
- 1994 : Mainline Run : Sarah
- 1997 : Dangerfield : Elaine Foster (1 épisode)
- 2000 : Strong Language : Phillipa
- 2003 : Holby City : Rachel Hughes (1 épisode)
- 2009 : The Pamela Principle : Pamela